# Laugh&Peace
Laugh&Peace（ラフ・アンド・ピース）は、日本テレビ開局50年と吉本興業創立90年を併せた記念プロジェクト。

## 概要
記者発表では、日本テレビの萩原敏雄社長（当時）と吉本興業の林裕章社長（当時）によるコンビ「ザ・社長ズ」が漫才を行った。

## 特別番組
「LAUGH&PEACE 笑いはニッポンを救う。」と題したキャンペーンが行われ、2002年10月5日には吉本興業所属のタレントほぼ総出演でのバラエティーの特番が放送された。視聴率は関東地方（日本テレビ。ビデオリサーチ調べ）で14.9%、関西地方（読売テレビ、同）で18.4%。キャンペーンソングはTM NETWORKの『CASTLE IN THE CLOUDS』。
司会を今田耕司&東野幸治が担当し、ダウンタウンと島田紳助が1コーナーずつ「乱入」した。吉本芸人の中でも桂三枝（現・六代桂文枝）、明石家さんま、ナインティナインなどは出演していない。『松本紳助』では『ガキの使い』の成功で菅賢治に借りがあるダウンタウンには出演依頼が出来たが、菅が口説いて『恋のから騒ぎ』出演に至ったさんまには出来なかったとの事。

## その他
この他、ルミネtheよしもとで2002年9月〜10月に「吉本興業をぶっつぶせ!?」というイベントが行われた。吉本興業と他事務所の若手芸人が毎回1組ずつ登場し、ネタなどで対決する。電波少年的放送局で生放送され、双方向機能を使って視聴者が投票し勝敗を決め、吉本芸人が負けた場合はルミネtheよしもとの出番を何回か譲らなければならないルールだった。なお後日ヨシモトファンダンゴTVでも録画放送された。
インパルス vs. ドランクドラゴン、タカアンドトシ vs. テツandトモ、ルート33 vs. ますだおかだ、サカイスト vs. バカリズム、ハリガネロック vs. おぎやはぎ、ハローバイバイ vs. 劇団ひとり、佐久間一行 vs. 星野卓也 、ペナルティ vs. ブラック・ボックス といった人気芸人による対戦が見られたものの、CS放送の視聴者自体が少ないため、ほとんど話題にならなかった。
なお、Laugh&Peaceプロジェクトの最大のハイライトとして制作・公開されたのが映画『明日があるさ THE MOVIE』であった。吉本芸人を主要キャストに起用し高視聴率を獲得したドラマの劇場版だが、興行的には芳しい結果を残せなかった。

## スタッフ（LAUGH&PEACE 笑いはニッポンを救う。）
- 構成：高須光聖、安達元一、鈴木雅貴、竜泉、山谷隆、塩野智章、久保貴義、松林健、八代丈寛
- TM：福王寺貴之
- Gスタ
  - SW：望月達史
  - CAM：水梨潤
  - AUD：渡邊勇二
  - VE：新名大作
  - LD：渡辺一成
- Hスタ
  - SW：高梨正利
  - CAM：榎本丈之
  - AUD：笹川秀男
  - VE：飯島章夫
  - LD：大川俊行
- 美術：高野豊（日本テレビアート）
- デザイン：道勧英樹、近藤純子（共に日本テレビアート）
- EED：森田誠、渡辺康子（共にTDKビデオセンター）
- MA：日吉寛（TDKビデオセンター）
- TK：井崎綾子、田中彩
- 音効：梅田堅（佳夢音）
- ナレーター：伊津野亮
- 制作協力：Fact、オフィスぼくら
- 協力：吉本興業（岡本昭彦、片岡秀介）
- 編成：土屋敏男、梅原幹、斎藤政憲
- ディレクター：堤本幸男、小紫弘三、大沼朗裕、高橋敬治、宮川純一、染谷昌彦、佐藤三羽一、田場兼司
- アシスタントプロデューサー：神成欣哉
- 監修：斉藤敏豪、柳岡秀一
- プロデューサー：菅賢治、福士睦、小林宏充、中村喜伸
- 総合演出：大友有一
- チーフプロデューサー：桜田和之
- 製作著作：日本テレビ